# دنيس فونفيزين
دنيس إيفانوفيتش فونفيزين (14 أبريل 1745/1744 - 12 ديسمبر 1792) (الروسية: Дени́с Ива́нович Фонви́зин) هو كاتب مسرحي عاش في القرن الثامن عشر واضطلع في حركة التنوير الروسيَّة. اشتهر فونفيزين بشكل رئيسي بسبب مسرحيتيه الساخرتين من النبالة الروسية، وما زالتا تُعرضان في المسارح الروسية حتى اليوم، وتُعتَبران من أشهر المسرحيات في تاريخ الأدب الروسي.

## سيرته
ولِدَ دنيس إيفانوفيتش فونفيزين في مدينة موسكو في الرابع عشر من إبريل سنة 1744 أو 1775، في عائلة نبيلة من أصول ألمانية ليفونية، تلقَّى فونفزين تعليمه في جامعة موسكو، وبدأ مسيرته الأدبيَّة مُبكِّرا في التأليف والترجمة، ثُمَّ دخل في الخدمة المدنيَّة وعمل سكرتيراً تحت إمرة نيكيتيا بانين، وهو ما مكَّنه من الكتابة بحرية بعيداً عن الخوف من الاعتقال، بسبب الحماية التي قدَّمها بانين إليه، واستطاع في عقد الستينيات نشر مسرحيته الساخرة المثيرة للجدل «العميد». وبين عامي 1777 و1778 سافر فونفزين إلى فرنسا في زيارةٍ إلى كلية الطب في مدينة مونبلييه، ووثَّق رحلته في كتاب أسماه «رسائل من فرنسا»، وتُعتَبر هذه الوثيقة من أهمِّ أعمال النثر في تلك الفترة، وبثَّ فيها فونفزين مشاعر قوميَّة صارخة مُعادِية للثقافة الفرنسيَّة. وفي 1782 نُشِرت مسرحيته الأخرى «القاصر»، التي جعلته الكاتب المسرحي الأكثر شهرة في روسيا. تدهورت صحة فونفزين بعد ذلك، وقضى سنينه الأخيرة متنقِّلاً بين البلدان في سبيل العلاج، إلى أن تُوفِّي في الثاني عشر من ديسمبر سنة 1792.

## أعماله
- «العميد» (1769، مسرحية كوميدية ساخرة).
- «رسائل من فرنسا» (1777-1778، تُعنوَن كذلك «رسائل إلى بانين»).
- «القاصر» (1782، مسرحية كوميدية ساخرة).
- «خطاب حول القوانين الدائمة للدولة» (1783).

## روابط خارجية
- دنيس فونفيزين على موقع الموسوعة البريطانية (الإنجليزية)